# Far (album van Regina Spektor)
Far is een studioalbum van singer-songwriter Regina Spektor. Het album kwam in Europa uit op 22 juni 2009.

## Tracklist
1. "The Calculation" – 3:13
2. "Eet" – 3:54
3. "Blue Lips" – 3:34
4. "Folding Chair" – 3:35
5. "Machine" – 3:51
6. "Laughing With" – 3:18
7. "Human of the Year" – 4:12
8. "Two Birds" – 3:23
9. "Dance Anthem of the 80s" – 3:44
10. "Genius Next Door" – 5:10
11. "Wallet" – 2:30
12. "One More Time with Feeling" – 4:03
13. "Man of a Thousand Faces" – 3:12

- Deluxe Edition

1. "Time Is All Around"
2. "The Sword & The Pen"

- iTunes pre-order

1. "The Flowers (Live, Begin to Hope Tour)"

- iTunes Bonus Track Version

1. "Time Is All Around"
2. "The Sword & The Pen"
3. "Riot Gear"
4. "The Flowers (Live, Begin to Hope Tour) [Pre-order only]"